# Leliszka
Leliszka – osada leśna w Polsce położona w województwie lubelskim, w powiecie tomaszowskim, w gminie Jarczów.
W latach 1975–1998 miejscowość administracyjnie należała do województwa zamojskiego.
Osada leśna nad jeziorem tej nazwy, do 2013 r. – leśniczówka, brak zabudowy. Opodal przepływa Sołokija